# Лі (округ, Джорджія)
Шаблон:StateAbbr_ 31°47′ пн. ш. 84°08′ зх. д. / 31.78° пн. ш. 84.14° зх. д.
Округ Лі (англ. Lee County) — округ (графство) у штаті Джорджія, США. Ідентифікатор округу 13177.

## Історія
Округ утворений 1825 року.

## Демографія
За даними перепису
2000 року
загальне населення округу становило 24757 осіб, зокрема міського населення було 12260, а сільського — 12497.
Серед мешканців округу чоловіків було 12506, а жінок — 12251. В окрузі було 8229 домогосподарств, 6796 родин, які мешкали в 8813 будинках.
Середній розмір родини становив 3,21.
Віковий розподіл населення поданий у таблиці:
| Стать    | До 15 років | 15-21 | 22-29 | 30-39 | 40-49 | 50-65 | 65-85 | Понад 85 |
| -------- | ----------- | ----- | ----- | ----- | ----- | ----- | ----- | -------- |
| Чоловіки | 3172        | 1453  | 1225  | 2076  | 2225  | 1704  | 612   | 39       |
| Жінки    | 2990        | 1293  | 1201  | 2131  | 2168  | 1549  | 818   | 101      |

## Суміжні округи
- Самтер — північ
- Крісп — північний схід
- Ворт — схід
- Догерті — південь
- Террелл — захід

## Виноски
1. ↑  U.S. Decennial Census. United States Census Bureau. Архів оригіналу за 4 квітня 2018. Процитовано 23 червня 2014.
2. ↑  Historical Census Browser. University of Virginia Library. Архів оригіналу за 11 серпня 2012. Процитовано 23 червня 2014.
3. ↑  Population of Counties by Decennial Census: 1900 to 1990. United States Census Bureau. Архів оригіналу за 2 лютого 2019. Процитовано 23 червня 2014.
4. ↑  Census 2000 PHC-T-4. Ranking Tables for Counties: 1990 and 2000 (PDF). United States Census Bureau. Архів оригіналу (PDF) за 18 грудня 2014. Процитовано 23 червня 2014.
5. ↑  State & County QuickFacts. United States Census Bureau. Архів оригіналу за 7 червня 2011. Процитовано 23 червня 2014.(англ.) Наведено за англійською вікіпедією.
6. ↑  American FactFinder. Бюро перепису населення США. Архів оригіналу за 26 лютого 2012. Процитовано 31 січня 2008.

| США | Це незавершена стаття з географії США. Ви можете допомогти проєкту, виправивши або дописавши її. |